# Thomas Fyshe Palmer
Thomas Fyshe Palmer (ur. w sierpniu 1747 w Ickwell, zm. 2 czerwca 1802 na wyspie Guam) – angielski pastor unitariański, reformator polityczny, jeden ze „szkockich męczenników” – pięciu pierwszych więźniów politycznych zesłanych do Australii.

## Nauka i kapłaństwo
Urodził się we wsi Ickwell, położonej w hrabstwie Bedfordshire, jako syn Henry’ego Fyshe'a i Elizabeth Ingram. Pierwsze nauki pobierał w Ely u pastora Henry’ego Gunninga, następnie przez pięć lat uczęszczał do Eton College. W 1765 rozpoczął naukę w Queens’ College na Uniwersytecie Cambridge, gdzie kolejno został bakałarzem nauk humanistycznych (ang. Bachelor of Arts; 1769), magistrem (ang. Master of Arts; 1772), a w 1781 otrzymał stopień bakałarza teologii (ang. Bachelor of Divinity).
Święcenia kapłańskie jako pastor Kościoła Anglii przyjął w 1771. Pracował jako wikary w Leatherhead (hrabstwo Surrey), ale w 1783, rozczarowany niektórymi doktrynami Kościoła Anglii przeszedł na unitarianizm.
Pod pseudonimem Anglo-Scotus opublikował serię traktatów biblijnych The Theological Repository („Repozytorium teologiczne”); przez następne 10 lat pracował w Dundee i innych szkockich miastach.

## Reformator polityczny
Poznawszy Josepha Priestleya, zaangażował się w ruch polityczny znany jako The Friends of Liberty („Przyjaciele wolności”), zmierzający do reformy angielskiego systemu parlamentarnego. W 1793 pomógł w publikacji odezwy George’a Mealmakera pt. Address to the People („Odezwa do ludu”), za co został aresztowany i po krótkim procesie skazany 12 września 1793 w Perth na siedem lat zesłania do Australii.

## Zesłanie
Wraz z pozostałymi „szkockimi męczennikami” był początkowo więziony w zakotwiczonych na Tamizie hulkach. Przebywając w bardzo trudnych i niehigienicznych warunkach, a także zmuszony do pracy fizycznej, Palmer ciężko zachorował. W kwietniu 1794 wraz z Muirem, Skirvingiem i Margotem na pokładzie „Surprize”, wraz z innymi skazańcami, wyruszył na zesłanie do Australii.
W odróżnieniu od zwykłych więźniów „szkoccy męczennicy” nie byli w czasie podróży trzymani w kajdanach pod pokładem, ale z racji ich statusu społecznego (byli uważani za „dżentelmenów”) otrzymali oni swoje kabiny, a Palmerowi pozwolono na zabranie z sobą służącego. Już w czasie podróży do Australii został wraz ze Skirvingiem bezpodstawnie oskarżony o przygotowywanie buntu i obu „konspiratorów” uwięziono pod pokładem (ale w osobnej kabinie), gdzie przebywali przez pozostałą część rejsu.

## Pobyt w Australii
Przybywszy do Sydney, Palmer był traktowany jako wolny osadnik, pozwolono mu na zakup ziemi i swobodne poruszanie się po całej kolonii. W listach do Anglii Palmer entuzjastycznie opisywał Nową Południową Walię mówiąc o wspaniałym klimacie, żyznej i bogatej w minerały ziemi. Negatywnie oceniał skorumpowany New South Wales Corps, nadużywanie władzy przez gubernatora i oficerów korpusu oraz traktowanie Aborygenów.
Wraz ze swoim służącym i przyjacielem Jamesem Ellisem i innym wolnym osadnikiem Johnem Bostonem założyli spółkę Boston & Co. zajmującą się sprzedażą i transportem różnego rodzaju towarów. Palmer posiadał jedyny w całej kolonii egzemplarz Encyklopedii Britannica. Przy jej pomocy zbudowali najpierw niewielką łódź, a kiedy ta zatonęła, większy, 30-tonowy statek „Martha”, który pozwalał na podróże pomiędzy Sydney a Norfolk. Encyklopedia okazała się także przydatna przy produkcji takich deficytowych wówczas w kolonii produktów jak piwo, wino czy mydło.
Po upływie siedmiu lat Palmer postanowił powrócić do Anglii. Wspólnie z Bostonem i Ellisem zakupili będący w bardzo złym stanie hiszpański statek „El Plumier” i w styczniu 1801 wyruszyli w podróż do domu. „El Plumier” z wielkim trudem w styczniu 1802 dotarł do wyspy Guam, będącej wtedy kolonią hiszpańską, gdzie został zatrzymany jako niezdatny do żeglugi. Schorowany i wyczerpany ciężką podróżą Palmer zmarł 2 czerwca 1802.